# Yountville AVA
Yountville AVA (anerkannt seit dem 19. März 1999) ist ein Weinbaugebiet im US-Bundesstaat Kalifornien und ist Teil der überregionalen Napa Valley AVA. Die Rebflächen liegen um die Stadt Yountville, die der Region ihren Namen gab. Der Gründer der Stadt, George Calvert Yount, legte 1836 den ersten Rebgarten der Region an. Die Yountville AVA ist eine der kühleren Weinbaugebiete des Napa Valley und ermöglicht den Rebsorten eine lange Reifedauer. Yountville ist insbesondere für seinen tanninreichen Cabernet Sauvignon bekannt. Dieser Wein hat ein gutes Reifepotential in der Flasche.